# Джонатан Джостар
Джонатан Джостар (яп. ジョナサン・ジョースタ Джонасан Джосута:) — вымышленный персонаж, главный герой первой части манги JoJo’s Bizarre Adventure под авторством Хирохико Араки. Сын богатого землевладельца Англии XIX века.
Критическая реакция на персонажа Джонатана была неоднозначной из-за его слабой личности и действий, о чем Араки беспокоился при написании манги. Однако его соперничество с Дио хвалили за его рост. Тем не менее, его часто называли одним из худших главных героев JoJo’s Bizarre Adventure во всем сериале из-за того, как выделяются его преемники.

## Создание персонажа
Автор манги Хирохико Араки отметил, что из-за еженедельного формата сериала первоначальный регресс Джонатана, когда Дио превратил счастливую жизнь Джонатана в трудности, означал, что рост Джонатана оставался отрицательным в течение нескольких недель после премьеры манги, что привело к отрицательному ощущению, что Джонатан всегда проигрывает. Араки применил аналогичную кривую роста для Дио, хотя тот восходил ко злу. Несмотря на то, что Араки следовал правилу постоянно прогрессирующего героя, он решил изменить это правило и заставить Джонатана умереть, чтобы спасти свою жену и ребенка: он признал, что смерть настолько негативна, насколько это возможно для героя, и назвал это немыслимой вещью в сёнен-манге, но сказал, что, поскольку он хотел передать родословную семьи Джостаров, ему нужно, чтобы Джонатан умер, а его кровь и дух были переданы Джозефу, главному герою Battle Tendency, второй части франшизы. Назвав это азартной игрой, он назвал эту передачу эстафеты положительным моментом, который позволяет совершить крайне отрицательный эффект убийства первого главного героя.
Джонатан и Дио, главный герой и антагонист, были созданы с учётом дуальности света и тени, с намерением противопоставить их друг другу. Дио изображался как воплощение зла, а Джонатан - как «принципиально добродетельный» и справедливый . Араки также использовал чёрное и белое в своём искусстве, чтобы ещё больше противопоставить их. Джонатан был задуман как символ сюжета и сеттинга, что Араки продолжит делать с более поздними героями сериала. Поскольку Араки хотел, чтобы сериал продолжился новыми персонажами в семье Джостаров, Джонатан был специально написан как «первый Джостар», который будет действовать как символ чистоты и достоинства, а не как уникальный персонаж. Это ограничивало то, что мог сделать Джонатан. Оглядываясь назад, можно сказать, что Араки считал его пассивным и «немного скучным». Физическая трансформация Джонатана в течение семилетнего пропуска была сделана с учётом его предстоящей битвы с Дио и вдохновлена мускулистыми киноактерами, популярными в то время, такими как Арнольд Шварценеггер и Сильвестр Сталлоне. В детстве Араки был фанатом каратэ-манги, поэтому хотел, чтобы Джоджо источал ауру силы, как в Karate Baka Ichidai, что привело к тому, что персонаж изучил сверхъестественную технику Хамона..

## История
Главный герой Phantom Blood, Джонатан - сын Джорджа Джостара I, который с гордостью носит свою фамилию, стараясь быть джентльменом, который никогда не изменяет своему кодексу чести и защищает тех, кто в нем нуждается, даже когда он находится в крайне невыгодном положении. Он страстный человек, он хочет быть лучшим во всем, что он делает, будь то драки или даже манеры за столом. Жизнь Джонатана превращается в одну из страданий, когда Дио Брандо усыновляется Джорджем, что в конечном итоге приводит к смерти его отца, поскольку Дио пытался убить их обоих.. Это побуждает Джонатана узнать, как использовать энергию Хамона от Уилльяма Антонио Цеппели, чтобы свести счеты с Дио, хотя его сила позже резко возрастает, когда умирающий Цеппели передает ему оставшегося Хамона. Хотя Джонатан побеждает Дио и женится на своей возлюбленной детства, Эрине Пендлетон, которая рожает его сына Джорджа Джостара II, он, тем не менее, смертельно ранен отрубленной головой Дио во время попытки забрать его тело. Джонатан в конечном итоге умирает от полученных травм, но не раньше, чем ещё больше ранит и без того сильно ослабленного Дио и использует свой Хамон, чтобы вызвать взрыв на корабле, на котором они с Эриной путешествуют, на борту, причём Джонатан успешно убеждает Эрину сбежать вместе с младенцем, осиротевшим благодаря Дио, который потом будет использовать гроб в качестве импровизированной спасательной шлюпки.
Несмотря на свою смерть, Джонатан, тем не менее, имел влияние почти на весь сериал после этого; это наиболее заметно в Stardust Crusaders, где выясняется, что Дио удалось удалить голову Джонатана и получить его тело как собственное. По возвращении Дио пробуждает свой стенд, хотя это непосредственно пробудило одного из них в теле Джонатана и косвенно пробудило стенды в потомках Джонатана, что, в свою очередь, приводит в движение сюжет части. Однако последнее усилие Джонатана не было напрасным, поскольку оно ослабило Дио до такой степени, что ему потребовалась кровь потомка Джостара, чтобы полностью слиться с телом Джонатана и получить надлежащий контроль над его соответствующим стендом.
Помимо Stardust Crusaders, влияние Джонатана присутствует, но очень тонко, в трёх других частях сериала. В Battle Tendency его весьма могущественный Хамон приводит к тому, что его внук Джозеф не только унаследовал способность использовать Хамона, но и обладал врождённой способностью к нему. Сирота, которую Джонатан попросил спасти Эрину, также оказывается Элизабет «Лиза Лиза» Джостар, которая стала женой его умершего сына Джорджа II, матери Джозефа и эксперта по Хамону. В Golden Wind выясняется, что Джонатан является биологическим отцом главного героя части, Джорно Джованны, из-за оплодотворения Дио японской женщины через некоторое время после его возвращения. В Stone Ocean трое антагонистических пользователей стенда (Донателло Версус, Рикиэль и Унгало) также являются биологическими сыновьями Джонатана, хотя их личности основаны на определённых аспектах личности Дио и не имеют никакого влияния со стороны личности Джонатана.

## Реакция
Критические отзывы о характере Джонатана часто были неоднозначными. Читатели Weekly Shōnen Jump критически относились к первым нескольким главам, считая Джонатана неприятным, поскольку он продолжал проигрывать Дио в тот момент. Клер Напье из ComicsAlliance критически относился к роману Джонатана со своей девушкой, поскольку она более заметна в повествовании, чтобы персонаж стал более сильным в борьбе с Дио. Напье сказал, что Араки мало разбирался в написании реалистичного женского персонажа и поэтому использовал ее только как сюжетное устройство для развития Джонатана. Несмотря на резкую критику в отношении 1-й части, Напье утверждал, что он доволен одной сценой: «Мне нравилось, когда Джонатан поджигал свои перчатки, чтобы ударить Дио. Вот и все. Это моя полная защита».". Сильверман описала Джонатана как «не только самого крепкого подростка в мире, но ещё и самого милого, который никогда раньше не сталкивался с такой жестокостью, он не знает, что делать», что делает его слабым при общении с Дио. В результате она считала его более слабым персонажем, сравнивая его со злодеем Дио. Точно так же Otaku USA сказал, что, несмотря на свою невиновность, Джонатан был «мягким, пассивным персонажем, подходящим» из-за того, насколько слабым он был написан, когда имел дело с Дио. В первых главах манги компания Rice Digital называла изображение Джонатана «довольно типичным начальным материалом аниме-героя». Comic Book Resources считают Джонатана «переоценённым» и в то же время лучшим главным героем из сериала Араки Silverman felt positively about how strikingly different the protagonist Joseph is from Part 1's Jonathan due to the former's cockier personality. . Kotaku описал Джозефа как главного героя лучше, чем Джонатан, из-за его интеллекта при столкновении с антагонистами.
Кори Сержак из The Fandom Post по-прежнему наслаждался соперничеством между двумя персонажами, несмотря на простоту, стоящую за ним . Такато из Manga-News также чувствовал, что соперничество между Джонатаном и Дио было приятным из-за их различного происхождения, что привело к их собственным характеристикам . Сильверман похвалила рост, который получил Джонатан с его способностями, когда он стал более героической фигурой, когда имел дело со своим врагом, при этом привлекательность была чем-то, что повлияет на будущие манги в ретроспективе.. CGMagazine Online сказал, что соперничество Джонатана и Дио - главная привлекательность 1-й части, хотя последняя больше похожа на «свет». Что касается Джонатана, рецензент прокомментировал, что, хотя Джонатан изначально рассматривается как типичный герой сёнен-манги, его рост в джентльмена сделает его более симпатичным. В результате ему понравилось, как Джонатан ставит своего соперника в неловкое положение в этой истории . Anime UK News отметили, что фанаты сериала часто находят Джонатана худшим главным героем сериала, ссылаясь на несколько «мягких» особенностей. Тем не менее, агентство Anime UK News посчитало, что Джонатан был единственным главным героем во всей манге, у которого есть сюжетная линия персонажа и, таким образом, растет симпатия зрителя в его последней битве с Дио.
В начальной песне аниме-сериала «Sono chi no Sadame» Billboard заявил, что он «почти чувствовал страсть и амбиции, которые Джонатан имел в его борьбе с Дио через музыку.